# Kaiserhaus (Hildesheim)

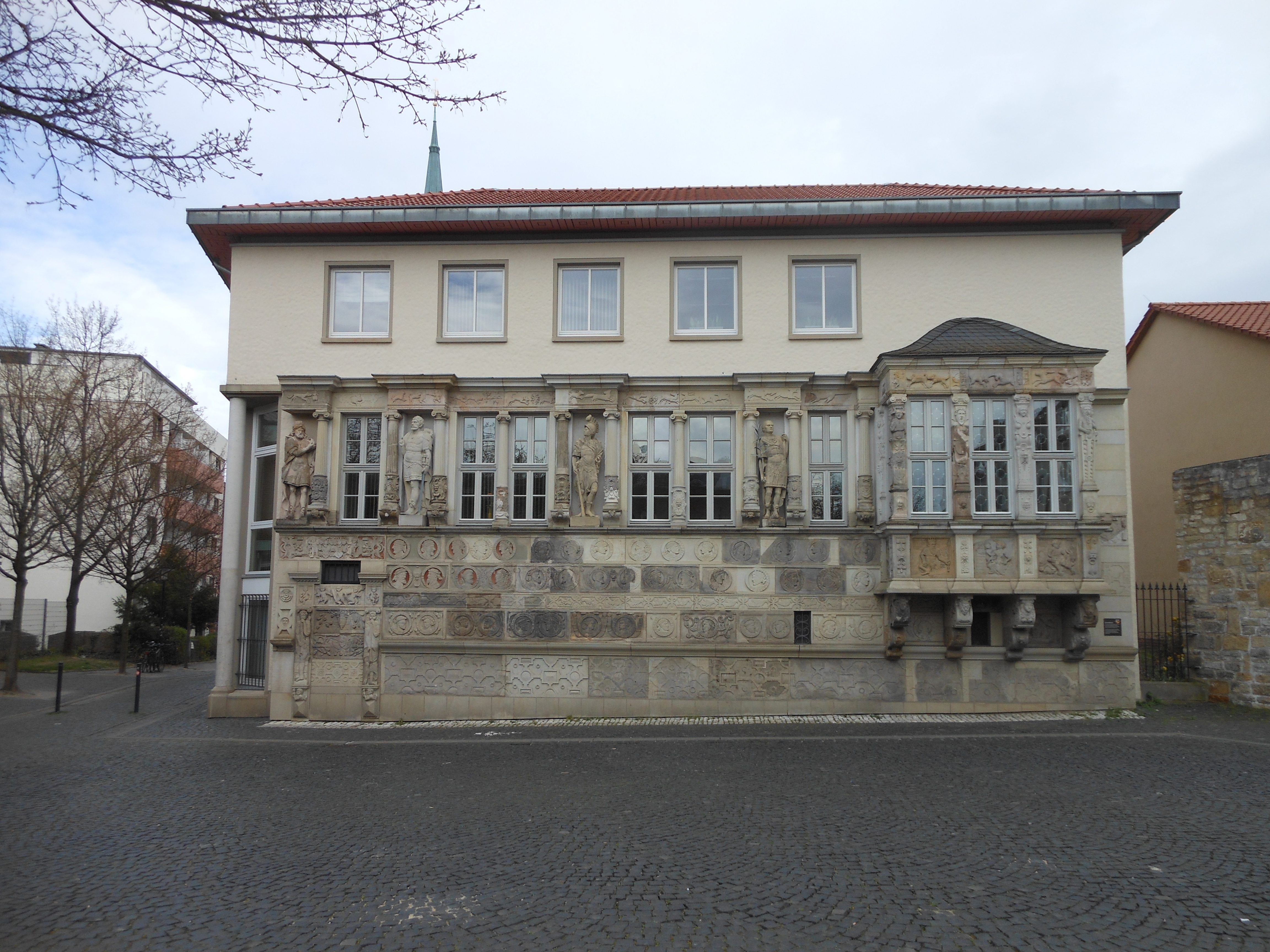
Westseite des heute sogenannten Kaiserhauses, überragt von der Andreaskirche

Das Kaiserhaus war ein Renaissancegebäude in Hildesheim, das beim Luftangriff auf Hildesheim am 22. März 1945 zerstört wurde. Teile der Fassade wurden in einen 1998 fertiggestellten Neubau am Alten Markt integriert, auf den dadurch der Name Kaiserhaus übergegangen ist.
Errichtet wurde das ursprünglich so bezeichnete Haus im Jahre 1587 als erstes steinernes Wohnhaus der Stadt im Langen Hagen (Haus Nr. 12) für Caspar Borcholt. Das oberste der drei Geschosse war in Fachwerk ausgeführt.
Der in den Neubau integrierte Fassadenschmuck umfasst Figuren, die von links das assyrisch-babylonische, das persische, das griechische und das römische Weltreich symbolisieren, einem Erker mit Darstellungen der vier Jahreszeiten, sowie 46 Medaillons mit Porträts römischer Kaiser, von denen der Name Kaiserhaus herrührt.

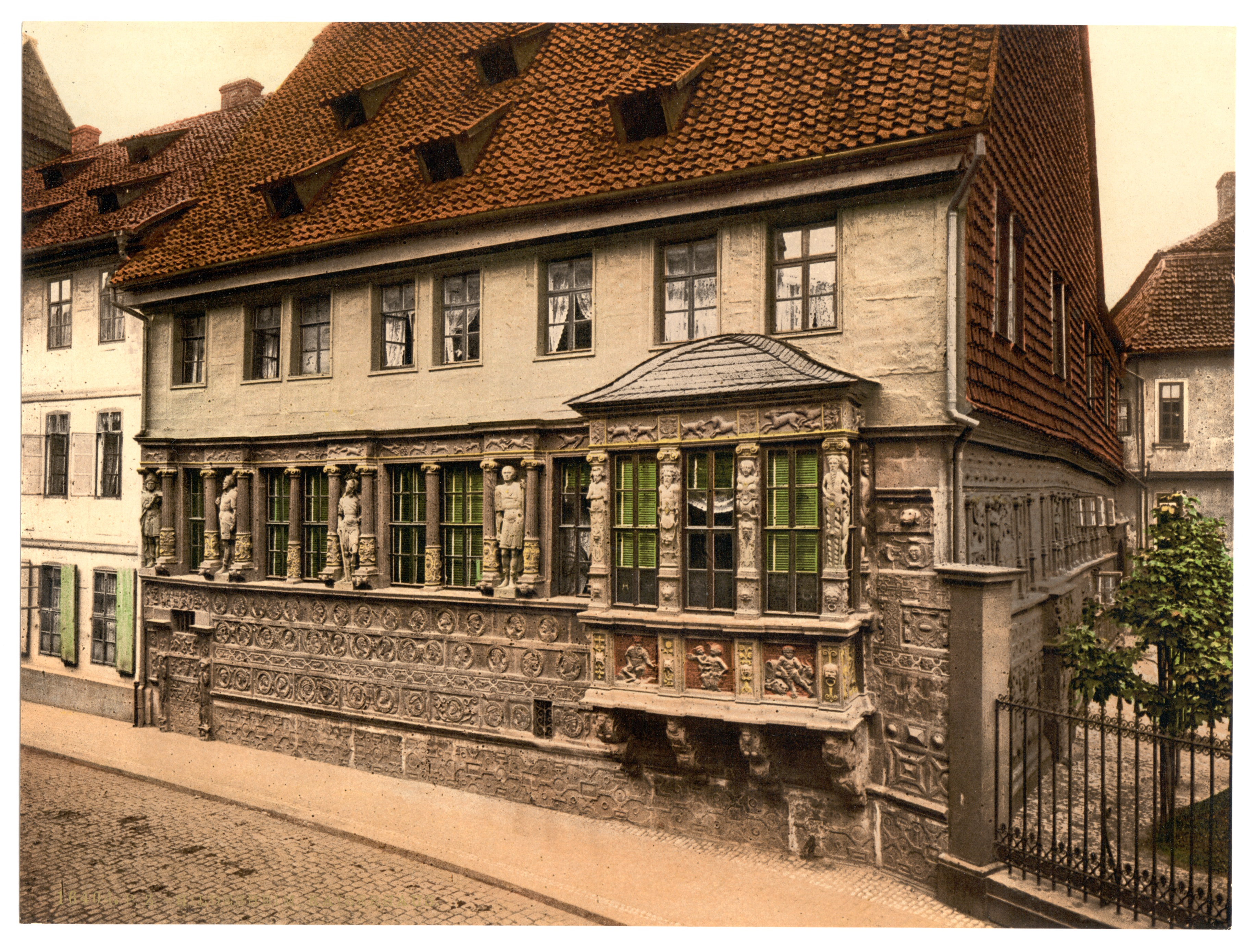
Kaiserhaus zwischen 1890 und 1900

Ein von der Hofseite stammender Stein mit der Jahreszahl M befindet sich in der Mauer am Pfaffenstieg. Von einem Portal, das sich ebenfalls an der Hofseite befand, ist nur noch ein Fragment erhalten, das im Steinekeller des Roemer- und Pelizaeus-Museum lagert. Dieses zeigte über dem Sturz einen Bacchus, flankiert von zwei auf Delphinen reitenden Knaben. Das an der Fassade der Hofseite befindliche Wappen der Mutter des Bauherren, Hilke von der Möhlen, ist verlorengegangen.
Zum Kaiserhaus gehörte ferner der etwa gleichzeitig entstandene und 1945 endgültig zerstörte Diana-Brunnen.
Das heutige Kaiserhaus ist der Sitz der Landschaft des ehemaligen Fürstentums Hildesheim, der Kaiserhaus-Stiftung Heinz Geyer sowie des Hornemann-Instituts, eines Zentrums zur Erhaltung des Weltkulturerbes.